# ويليام وود كرامب
ويليام وود كرامب (بالإنجليزية: William Wood Crump)‏ هو محامي أمريكي، ولد في 25 نوفمبر 1819 في مقاطعة هنريكو في الولايات المتحدة، وتوفي في 27 فبراير 1897 في ريتشموند في الولايات المتحدة.